# Sideridis vibicosa
Sideridis vibicosa är en fjärilsart som beskrevs av Turner 1920. Sideridis vibicosa ingår i släktet Sideridis och familjen nattflyn. Inga underarter finns listade i Catalogue of Life.